# .ve
.ve為委內瑞拉國家及地區頂級域（ccTLD）的域名。該域名於1991年3月7日啟用。用戶可以在該域名的二級域名之下的三級域名註冊。該域名由委內瑞拉国家电信委员会負責管理和註冊。

## 外部連結
- IANA .ve whois information（页面存档备份，存于）